# Фот
Фот (мађ. Fót) град је у Мађарској. Фот је значајан град у оквиру жупаније Пешта, а истовремено и важно предграђе престонице државе, Будимпеште.
Фот има 18.365 становника према подацима из 2009. године.

## Географија
Град Фот се налази у северном делу Мађарске. Од престонице Будимпеште град је удаљен 20 km североисточно. Град се налази у северном делу Панонске низије, на надморској висини од 145 m.

## Становништво
По процени из 2017. у граду је живело 19291 становника.
| 1990.  | 2001.  | 2011.  | 2017.  |
| ------ | ------ | ------ | ------ |
| 13.315 | 16.276 | 19.068 | 19.291 |

## Партнерски градови
- Балаушери
- Сан Бенедето деј Марзи
- Батиово

## Галерија
- Реформатска црква
- Дворац у Фоту
- Нова улица